# Franciszek Pinazo
Franciszek Pinazo (ur. 24 sierpnia 1812 w Alpuente; zm. 10 lipca 1860 w Damaszku) – hiszpański franciszkanin (brat zakonny), misjonarz, męczennik, święty Kościoła katolickiego.

## Życiorys
Mając 20 lat zakochał się pewnej dziewczynie, lecz ostatecznie kochankowie rozstali się i wówczas wstąpił do zakonu Braci Mniejszych. W 1843 roku przybył do Jerozolimy, a także pracował w różnych klasztorach. Został zamordowany 10 lipca 1860 roku. Został beatyfikowany przez papieża Piusa XI w dniu 10 października 1926 roku. 20 października 2024 został kanonizowany przez papieża Franciszka. 